# Aftertouch
Expressão de teclado é a habilidade de um teclado de instrumento musical para responder à mudança de tom ou outras qualidades do som em resposta a velocidade, pressão ou outras variações em como o intérprete pressiona as teclas do teclado musical. Tipos de expressão incluem:
- Sensibilidade à velocidade  - quão rápido ou difícil as teclas são pressionadas.
- Aftertouch , ou  sensibilidade à pressão  - a quantidade de pressão em uma tecla, uma vez que já pressionada.
- Sensibilidade ao deslocamento  - distância que uma tecla é pressionada.

Instrumentos de teclado oferecem uma variedade de tipos de expressão. Os pianos acústicos, como os pianos de cauda e os pianos de cauda, são sensíveis à velocidade - quanto mais rápida a batida da chave, mais forte o martelo bate nas cordas. O clavicórdio de estilo barroco e o sintetizador profissional são sensíveis ao toque - força aplicada na tecla após o impacto inicial produzir efeitos como vibrato ou swells em [loudness | volume ]]. Rastreador órgão de tubos s e órgão eletrônico s são sensíveis ao deslocamento - pressionar parcialmente uma tecla produz um tom mais baixo.

## Aftertouch
O aftertouch é uma funções geralmente existente em teclados sintetizadores, pois este recurso é amplamente aplicado em timbres montados/editados (ou de efeitos que vem prontos em muitos performance, programas, sínteses, etc). Nos timbres "crus", de fábrica (presets), normalmente tal recurso não está habilitado, razão pela qual o teclado deve permitir a edição dos timbres. Este recurso também acontece em instrumentos como clavichords, sendo divido, basicamente em dois grupos: Channel Aftertouch e Polyphonic Aftertouch. Quando se mantém a tecla pressionada nesses teclados, pode-se programar inúmeros efeitos, funções, etc. Até no tempo que se fica apertando ou mesmo na força/pressão que se tecla. Por exemplo num string ou metais, após um tempo pressionada, pode-se iniciar efeitos (como reverb, echo, sustains, os mais simples) de ate outros sons/timbres, iniciados após um certo tempo. Ou mesmo efeitos que alteram pouco ou totalmente o timbre tocado. Imagine teclar no fim de uma música um trompete e após alguns segundos começam a se somar a ele outros metais, efeitos e ate uma orquestra inteira (ate 16 partes multitimbrais). Isso é possível num teclado que apresente tal funcionalidade e disponha de tais recursos (normalmente os de categoria mais alta). Ou então nessa mesma tecla, durante uma melodia, tendo um timbre básico como um solo de sax, mas ao teclar com mais força, entra junto um grupo de pistões/brass e trompetes ou strings!! São funções como essas que acabam encarecendo teclados como o M3, Oasys e tops de outras marcas. Essa função, dependendo do teclado e marca, pode fazer pouca ou muita coisa, dependendo das funções que lhe permita como aumentar ou diminuir o volume do timbre, acrescentar efeitos, modificar filtros ADSR etc.
Em teclados e sintetizadores eletrônicos, a sensibilidade à pressão geralmente é chamada de  aftertouch . A grande maioria desses instrumentos usa apenas 'aftertouch de canal': ou seja, um nível de pressão é relatado em todo o teclado, o que afeta todas as notas pressionadas (mesmo que não sejam pressionadas no aftertouch) ou um subconjunto do ativo notas em alguns instrumentos que permitem este nível de controle. Uma minoria de instrumentos tem um aftertouch polifônico, no qual cada nota individual tem seu próprio sensor de pressão que permite o uso diferenciado do aftertouch para diferentes notas. Os sensores Aftertouch detectam se o músico continua a exercer pressão após o disparo inicial da tecla. O recurso aftertouch permite que os tecladistas alterem o tom ou o som de uma nota depois que ela é tocada, da mesma forma que cantores, músicos do vento ou tocadores de instrumentos podem fazer. Em alguns teclados, sons ou vozes de sintetizador têm um efeito predefinido de sensibilidade à pressão, como um aumento de volume (imitando um estilo idiomático popular de performance vocal com melodias) ou a adição de vibrato. Em alguns teclados - um bom exemplo de tal instrumento sendo a estação de trabalho sintetizador de status de cult-ricamente programável da Yamaha, a Yamaha EX5.

## Channel Aftertouch
Utilizado em grande parte dos teclados, o channel aftertouch reporta ao controlador do teclado sobre o nível de pressão exercida nas teclas (qualquer uma) após o pressionamento delas. Dessa forma, o controlador de som interno do teclado entende que deve aplicar efeitos a TODAS as teclas e não apenas na tecla que foi pressionada, ou seja, o efeito será aplicado no "canal" em que o aftertouch estaria programado (entendendo-se canal como um canal MIDI (timbre), por exemplo).

## Polyphonic Aftertouch
Utilizado em uma quantidade menor de teclados, o aftertouch polifônico é aplicado em teclas individuais, fornecendo efeitos APENAS para a nota que sofreu uma variação de pressão após ter sido pressionada

## Exemplares que possuem Aftertouch
Normalmente, os teclados que possuem esta funcionalidade são os teclados intermediários (Mid level) e os avançados (Top level) das marcas. Como exemplo, temos:
Korg: Kronos, Tritons, M3, PA 2X, Trinity, PA1000, TR e outros. Teclados como o Kross, Krome, M50, PS60, MicroX, Microarranger, PA600, King Korg e outros não apresentam este recurso.
Roland: Fantom FA76, Jupiter 80, Fantom S/X e G, E-80, XP-80, A800Pro etc. Teclados como o FA-06, E-60, EA-7, Juno D/Di/Ds/G/Stage, Fantom Xa, Jupiter 50, VR730, VR-09 etc não apresentam este recurso.
Yamaha: Motif Classic, ES, XS e XF, EX-5, Montage, Tyros 5 etc. Teclados como os MO/MOX/MOXF, MX, MM, grande maioria dos PSRs
Kurzweil: PC1SE, PC2, PC3, Forte, KME 61, SP5 etc. Teclados como o SP88, SP4-7, SP1, Artis, os modelos "medelizados" etc não possuem a função

## Considerações sobre o Aftertouch
Em teclados avançados pode ser extremamente complicado editar/gravar tais funções, pois, praticamente, o usuário tem que ser um engenheiro de som (ou entender bastante) pra tal domínio. Em manuais avançados de um bom sintetizador (em funções/edições), em manuais do Sonar ou Encore (efeitos), livros sobre síntese e fóruns poderão ser esclarecidas dúvidas e funcionalidades do aftertouch.